# Аракуль (селище)
Аракуль (рос. Аракуль) — селище у Каслинському районі Челябінської області Російської Федерації.
Входить до складу муніципального утворення Вишневогорське міське поселення. Населення становить 73 особи (2010).

## Історія
Від 27 лютого 1924 року належить до Каслинського району Челябінської області.
Згідно із законом від 16 листопада 2004 року органом місцевого самоврядування є Вишневогорське міське поселення.

## Населення
| 2002 | 2010 |
| ---- | ---- |
| 85   | ↘73  |